# Kißlegg
Kißlegg is een plaats in de Duitse deelstaat Baden-Württemberg, en maakt deel uit van het Landkreis Ravensburg.
Kißlegg telt 9.098 inwoners.